# Gerbillus gerbillus
Gerbillus gerbillus és una espècie de mamífer rosegador de la família dels múrids. Viu a Algèria, Egipte, Israel, Jordània, Líbia, Mali, Mauritània, el Marroc, el Níger, el Sàhara Occidental, el Sudan, Tunísia i el Txad. El seu hàbitat natural són les zones àrides de sòl rocós o sorrenc. És una espècie en risc mínim, és a dir, no sembla que hi hagi cap amenaça significativa per a la seva supervivència.